# Afonso Augusto Moreira Pena
Afonso Augusto Moreira Pena, brazilski sodnik in politik, * 30. november 1847, Santa Bárbara, † 14. junij 1909, Rio de Janeiro.
Pena je bil podpredsednik Brazilije (1902–1906) in predsednik Brazilije (1906–1909).
Pred svojo politično kariero je bil notar, odvetnik ter član Vrhovnega sodišča.